# Большой Куяш (озеро)
Большо́й Куя́ш — озеро в Каслинском районе Челябинской области. Площадь поверхности — 21,8 км².

## География
Расположено в восточной части Каслинского района, вблизи реки Багаряк, в непосредственной близости от сёл Багаряк, Полднево, Огневское и Клепалово и деревни Жуково. Рядом с Большим Куяшом расположены мелкие озёра Байнауш и Малый Куяш.